# La Porte (Indiana)
Pour les articles homonymes, voir La Porte.
La Porte est une ville de l'État américain de l'Indiana, située dans le comté de LaPorte, dont elle est le siège. Selon le recensement de 2010, sa population est de 22 053 habitants. La Porte se situe à environ 100 kilomètres au sud-est de Chicago (Illinois).

## Démographie
| Groupe                           | La Porte | Indiana | États-Unis |
| -------------------------------- | -------- | ------- | ---------- |
| Blancs                           | 88,7     | 84,3    | 72,4       |
| Autres                           | 4,9      | 2,7     | 6,4        |
| Afro-Américains                  | 3,0      | 9,1     | 12,6       |
| Métis                            | 2,7      | 2,0     | 2,9        |
| Asiatiques                       | 0,5      | 1,6     | 4,8        |
| Amérindiens                      | 0,3      | 0,3     | 0,9        |
| Total                            | 100      | 100     | 100        |
|                                  |          |         |            |
| Hispaniques et Latino-Américains | 11,2     | 6,0     | 16,7       |

Selon l'American Community Survey pour la période 2010-2014, 89,63 % de la population âgée de plus de 5 ans déclare parler l'anglais à la maison, 9,48 % déclare parler l'espagnol et 0,89 % une autre langue.